# Фабрісіо Перальта
Фабрісіо Перальта (ісп. Fabrizio Peralta, нар. 2 серпня 2002, Асунсьйон) — парагвайський футболіст, центральний півзахисник бразильського «Крузейру» та національної збірної Парагваю.

## Клубна кар'єра
Народився 2 серпня 2002 року в Асунсьйоні. Вихованець юнацьких команд футбольних клубів «Гуарані» (Асунсьйон), «Серро Портеньйо» та «Фламенгу».
У дорослому футболі дебютував 2023 року виступами за головну команду «Серро Портеньйо», в якій провів один рік, взявши участь у 30 матчах чемпіонату.  Більшість часу, проведеного у складі «Серро Портеньйо», був основним гравцем команди.
До складу бразильського «Крузейру» приєднався у липні 2024 року за відповідник 2,7 мільйонам євро.

## Виступи за збірні
2019 року дебютував у складі юнацької збірної Парагваю (U-17), загалом на юнацькому рівні взяв участь у 14 іграх, відзначившись 3 забитими голами.
2023 року залучався до складу молодіжної збірної Парагваю. На молодіжному рівні зіграв у 6 офіційних матчах, забив 1 гол.
У червні 2024 року дебютував в офіційних матчах у складі національної збірної Парагваю. Того ж місяця поїхав зі збірною на  розіграш Кубка Америки 2024 до США, де на поле, утім, не виходив.
| Дата      | Місто    | Господарі | Результат | Гості    | Турнір           | Голи | Примітки |
| --------- | -------- | --------- | --------- | -------- | ---------------- | ---- | -------- |
| 11-6-2024 | Сантьяго | Чилі      | 3 – 0     | Парагвай | товариський матч | -    | 23' 46'  |
| Усього    |          | Матчів    | 1         |          | Голів            | 0    |          |